# Années 1090
Les années 1090 couvrent la période de 1090 à 1099.

## Événements

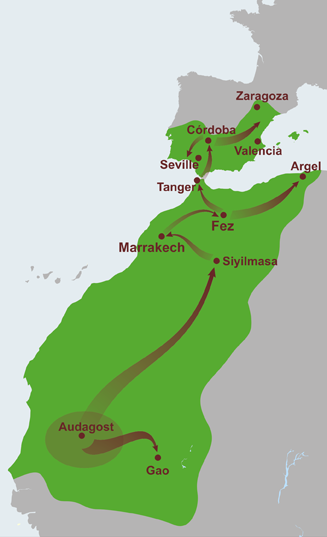
Expansion des Almoravides sur le Maghreb et al-Andalus.

- 1090-1091 : prise de Grenade et de Séville ; la conquête almoravide d'al-Andalus est achevée. La progression almoravide vers le nord se heurte à la résistance de Tolède et de Valence défendue par le Cid (1094)[1]. Les Almoravides favorisent le développement de l’Islam en Espagne. L’intransigeance des docteurs malikites face au monde chrétien se substitue à une longue tradition de coexistence.
- Vers 1090-1117 : Anselme enseigne la théologie à l'école de Laon[2].
- 1090 : fondation de la secte des Assassins[3].
- Vers 1090 : fondation de l’abbaye de Forest, près de Bruxelles[4].
- 1091-1095 : le philosophe al-Ghazali (vers 1058-1111) enseigne la jurisprudence à l’université Nizamiyyah de Bagdad sous la protection du vizir Nizãm al-Mulk. Après l’assassinat du vizir par les Ismaïliens en 1092, al-Ghazali compose des ouvrages de polémique contre cette secte et renonce à son poste. Éprouvé dans sa foi, il s’écarte de son scepticisme initial pour se convertir au soufisme. Derviche errant pendant dix ans, il accepte une nouvelle chaire à Nishapur en 1106, qu’il abandonne peu après pour se retirer définitivement à Tus en 1109[5].
- 1092 : division de l’empire des Grands Seldjoukides[6]. En Syrie, le pouvoir seldjoukide sombre dans une confusion dont profitent les Fatimides d’Égypte qui s'emparent de Jérusalem en 1098[7].

- 1095 :

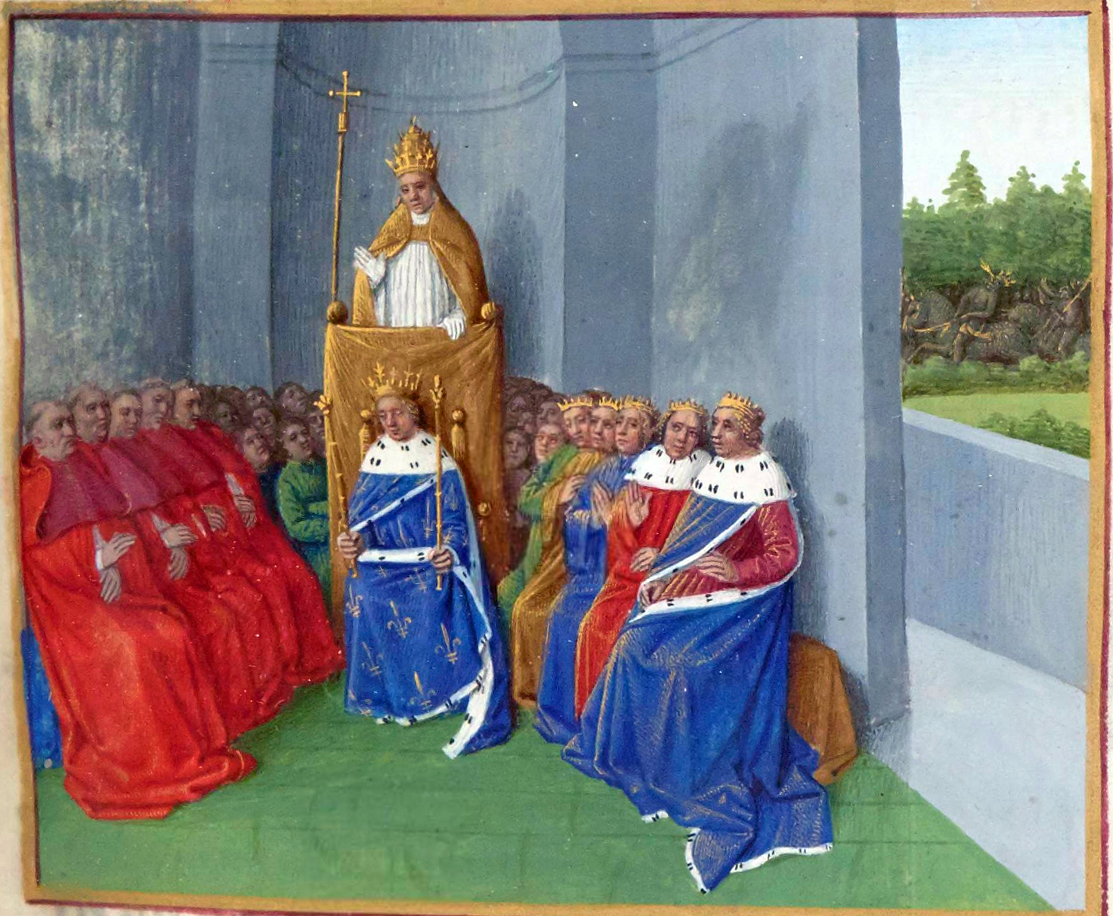
Urbain II prêchant la croisade. Mort de Guillaume II le Roux. Grandes Chroniques de France, enluminées par Jean Fouquet, Tours, vers 1455-1460.

  - concile de Clermont. Début de la première croisade[8].
  - fondation du Comté de Portugal[9].
- 1096 : les croisés massacrent 12 000 Juifs en Europe[10].
- 1099 : prise de Jérusalem par les croisés[8].

- À la fin du XIe siècle, l’abbé de Cluny dirige plus ou moins directement 1450 établissements dont 815 en France[11]. Mais l’expansion est arrêtée.

## Personnages significatifs
- Adhémar de Monteil
- Al-Musta'li
- Al-Mustazhir
- Anselme de Cantorbéry
- Barkyaruq
- Baudouin de Boulogne
- Berthe de Hollande
- Bertrade de Montfort
- Bohémond de Tarente
- Bretislav II de Bohême
- Coloman de Hongrie
- Donald III d'Écosse
- Dukak
- Éric Ier de Danemark
- Étienne II de Blois
- Gautier Sans-Avoir
- Godefroy de Bouillon
- Guillaume II d'Angleterre
- Hassan ibn al-Sabbah
- Henri de Bourgogne, comte de Portugal
- Hugues de Vermandois
- Kılıç Arslan Ier
- Léopold III d'Autriche
- Mahmud Ier (Seldjoukide)
- Magnus III de Norvège
- Malcolm III d'Écosse
- Malik Shah Ier
- Philippe Ier de France
- Pierre l'Ermite
- Raymond IV de Toulouse
- Ridwan
- Rodrigo Diaz de Bivar
- Roger Ier de Sicile
- Tutuş
- Urbain II
- Yves de Chartres